# علي عطوة
علي عطوة (1960-8 أكتوبر 2021)؛ عسكري لبناني عضو في حزب الله.

## عنه
كان علي عطوة مطلوبًا من قبل حكومة الولايات المتحدة لمشاركته في اختطاف طائرة تي دبليو إيه الرحلة 847 في 14 يونيو 1985.
في 1 أكتوبر 2001، أُدرج اسم علي عطوة واثنين آخرين مشاركين في العملية في قائمة أسماء أكبر 22 إرهابي لدى مكتب التحقيقات الفيدرالي، وأُصدر القرار من قبل الرئيس الأمريكي الأسبق جورج بوش الابن ووضع مكافأة بقيمة 5 ملايين دولار لمن يدلي بمعلومات تؤدي إلى اعتقاله وإدانته واعتُقد حينذاك أنه كان يقيم في لبنان. في 9 أكتوبر 2021 أُعلنت وفاته بالسرطان.